# Долгий Мост (Красноярский край)
До́лгий Мост — село в Абанском районе Красноярского края. Административный центр Долгомостовского сельсовета.

## География
Село находится в междуречье реки Сосновка и её притока, реки Берёзовая, на расстоянии 46 км от посёлка Абан.

## История
Годом основания села принято считать 1902-й — это год начала массового заселения переселенческого участка Долгий Мост, хотя первая семья прибыла в 1901 году. В 1944—1963 годах село являлось административным центром Долгомостовского района. В апреле 1949 года в село прибыло около 30 семей литовцев. К 1951 году прибыли ещё переселенцы, среди которых были около 70 литовцев, которые занимались работами в лесной промышленности, строительстве, на кирпичном заводе, в лесопилке, на машинно-тракторной станции, собирали смолу. В 1958 году многие вернулись в Литовскую ССР. В 1989—1990 годах несколько могил литовцев были перезахоронены в Литве.

## Население
| 1926 | 1959  | 1989  | 2002  | 2010  |
| ---- | ----- | ----- | ----- | ----- |
| 977  | ↗3433 | ↗4090 | ↘2642 | ↘2254 |

## Улицы
| - ул. Береговая, - пер. Берёзовый, - ул. Восточная, - ул. Горького, - ул. Дзержинского, - ул. Заречная, | - ул. Капустина, - ул. Кирова, - ул. Колхозная, - ул. Комсомольская, - ул. Ленина, - ул. Лесная, | - ул. Маяковского, - ул. Октябрьская, - ул. Первомайская, - ул. Пионерская, - ул. Помозова, - ул. Пушкина, | - ул. Свободы, - ул. Советская, - ул. Советская, - ул. Сурикова, - ул. Фрунзе, - ул. Чапаева. |

## Инфраструктура
В селе функционирует подстанция на 500 кВ РЭП-3.